# بنی پارت
بنی پارت (اسپانیایی: Benny Paret‎; ۱۴ مارس ۱۹۳۷ – ۳ آوریل ۱۹۶۲) بوکسور اهل کوبا بود.